# ناوولاتو

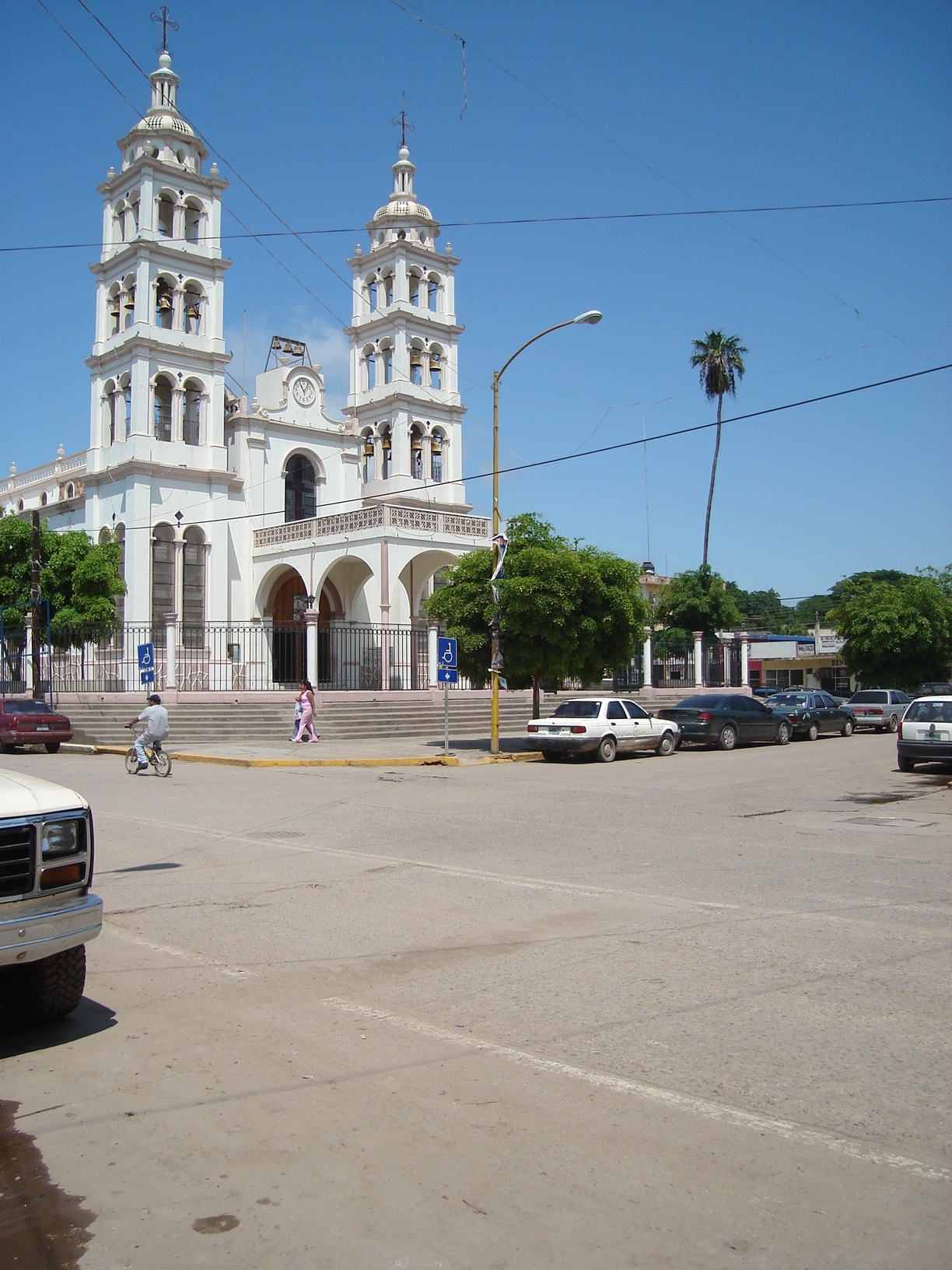
نمایی از شهر ناوولاتو در ایالت سینالوآ، مکزیک - ۲۰۰۶

ناوولاتو (به اسپانیایی: Navolato) از شهرهای کشور مکزیک است که در ایالت سینالوآ قرار دارد و جمعیت آن طبق سرشماری سال ۲۰۱۰ میلادی ۱۳۱٬۰۸۵ نفر بوده است.